# طویلان علیا
طویلان علیا، روستایی از توابع بخش مرکزی شهرستان اسدآباد در استان همدان ایران است.

## جمعیت
این روستا در دهستان کلیائی قرار دارد و براساس سرشماری مرکز آمار ایران در سال ۱۳۹۵، جمعیت آن ۳۸۶ نفر (۱۲۱خانوار) بوده‌است.

وجه تسمیه: نام تویلان برگرفته شده از دو کلمه کردی دیگر «تویل» و «لانه» است. که با ترکیت این دو کلمه برای راحت‌تر شدن تلفظ آن «تویلان» گفته می‌شود. تویل در زبان کردی معنی نهال یا درخت کوچک یا شاخه کوچک می‌دهد و لانه همان لانه یا خانه است. این منطقه در گذشته خانه یا محل درختان بوده‌است بدین معنی که در این منطقه باتوجه به آب و هوا و شرایط جغرافیایی آن جنگل‌های بزرگی وجود داشته که متأسفانه امروز  از بین رفته‌اند و از این جنگل‌ها و درختان تنها رد پای در خاطرات پدربزرگ و افراد مسن این منطقه به جا مانده است.  در نتیجه تویلان یعنی نهالستان یا خانه درخنان....